# Blazin' Beat
「Blazin' beat」（ブレイジンビート）は、moveの7枚目のシングル。

## 概要
- テレビアニメ『頭文字D 2nd stage』のオープニングテーマ。
- 前曲「platinum」と正反対のハイスピードの曲であることを、歌詞の中で「lowbeatからガラッと変貌」というフレーズで表している。
- シングルとしては異例の10曲収録となっている。
- 以前、t-kimuraとmotsuが所属していたユニット「RAVEMAN」の名前が歌詞中に数回出てくる。
- 発売当時、t-kimuraはこの曲を「最強最速」と評価していた。
- moveのシングルの中で「Gamble Rumble」に続き2番目に売り上げが高い。

## 収録曲
1. Blazin' Beat
  - 作詞：motsu、作曲：t-kimura
  - 「頭文字D Second Stage」オープニングテーマソング
2. singin' 4 U
  - 作詞：motsu、作曲：t-kimura
3. BREAK IN2 THE NITE(Reactor edit)
  - 作詞：motsu、作曲・編曲：t-kimura
4. Blazin' Beat(a breath of yan MIX)
5. singin' 4 U(DJ FLOWER ROCK“LOW LIFTING DUB”)
6. Blazin' Beat(DJ FLOWER ROCK mix)
7. Blazin' Beat(a breath of yin MIX)
8. singin' 4 U(STRAIGHT HOUSE mix)
9. Blazin' Beat(TV MIX)
10. singin' 4 U(TV MIX)

## カバー
- Merm4id -『D4DJ Groovy Mix カバートラックス vol.5』に収録。